# Brian McFadden
Brian Nicholas McFadden (ur. 12 kwietnia 1980 roku w Dublinie) – irlandzki wokalista, autor tekstów piosenek i prezenter telewizyjny, który w roku 1998 zdobył sławę z irlandzkim boys bandem Westlife.

## Westlife (1998–2004)
W latach 90. rozpoczął karierę w zespole Westlife (wcześniejszym Westside). Razem z Westlife nagrał 5 studyjnych albumów, z których powstało 12 wielkich hitów. Wtedy zmienił imię na Bryan. 9 marca 2004 odszedł z zespołu.

## Kariera solowa
Jako solista wydał album Irish Son (premiera światowa 29 listopada 2004, a polska 3 grudnia 2004). Pierwszym singlem do płyty był „Real to Me”, a drugim był duet z Deltą Goodrem „Almost Here”.
W 2008 powrócił z nowym albumem Set in Stone, który promowały single „Like Only a Woman Can” oraz „Twisted”.

## Życie prywatne
W latach 1998–1999 spotykał się z Lene Nystrøm Rasted. W lutym 2000 związał się z Kerry Katona. Pobrali się 5 stycznia 2002. Mają dwie córki - Molly (ur. 31 sierpnia 2001) i Lilly Sue (ur. 3 lutego 2003). We wrześniu 2004 roku ogłosili separację, a w grudniu 2006 roku wzięli rozwód. We wrześniu 2004 związał się z Deltą Goodrem. W marcu 2011 roku, po sześciu latach znajomości i czterech latach narzeczeństwa, rozstali się. W maju 2011 zaręczył z modelką Vogue Williams. W lipcu 2015 doszło do separacji, a w 2017 do rozwodu.

## Dyskografia

### albumy
- 2004: Irish Son
- 2008: Set in Stone
- 2010: Wall Of Soundz

### single
- 2004: Real to Me
- 2004: Irish Son
- 2005: Almost Here (z Deltą Goodrem)
- 2005: Demons
- 2006: Everybody's Someone (z LeAnn Rimes)
- 2007: Like Only a Woman Can
- 2008: Twisted
- 2008: Everything But You
- 2010: Just Say So (z Kevinem Rudolfem)

## Nagrody i nominacje
| Rok  | Nagroda           | Kategoria                              | Tytuł         | Rezultat  |
| ---- | ----------------- | -------------------------------------- | ------------- | --------- |
| 2010 | ARIA Music Awards | Najpopularniejszy australijski singiel | „Just Say So” | Nominacja |
| 2010 | ARIA Music Awards | Najpopularniejszy australijski artysta | –             | Nominacja |